# Joachim Kuhs
Joachim Kuhs (ur. 25 czerwca 1956 w Schonach im Schwarzwald) – niemiecki polityk i urzędnik, deputowany do Parlamentu Europejskiego IX kadencji.

## Życiorys
Z zawodu urzędnik. Przez 25 lat pracował jako referendarz w organach wymiaru sprawiedliwości w Badenii-Wirtembergii. Następnie zatrudniony w organach kontroli finansowej, został kierownikiem działu w państwowym urzędzie kontroli we Fryburgu Bryzgowijskim.
W 2013 dołączył do Alternatywy dla Niemiec, wszedł w skład zarządu krajowego, a w 2018 również w skład zarządu federalnego. Został też rzecznikiem związanego z partią ruchu „Christen in der AfD”. W wyborach w 2019 z listy AfD uzyskał mandat eurodeputowanego IX kadencji.
Żonaty, ma dziesięcioro dzieci. Członek wspólnoty anglikańskiej w Baden-Baden.